# Florian Grimm
Florian Thomas Grimm (* 21. April 1984 in Kempten (Allgäu)) war von 2007 bis 2014 Begleitläufer (Guide) und Trainer des blinden Biathleten Wilhelm Brem aus Ketterschwang. Gemeinsam mit Brem gewann Grimm bei den X. Paralympischen Winterspielen 2010 in Vancouver die Goldmedaille im Biathlon. Beide nahmen auch an den XI. Paralympischen Winterspielen 2014 in Sotschi teil. Hier erreichten sie den 6. Platz im Biathlon. Bei der Abschlussfeier der Spiele in Sotschi wurde Brem und Grimm die besondere Ehre zu Teil die Deutsche Fahne ins Stadion zu tragen. Gemeinsam bestritten sie viele Weltcups und Weltmeisterschaften.
Florian Grimm und Wilhelm Brem sind Träger des Silbernen Lorbeerblattes als Goldmedaillengewinner bei den X. Paralympischen Winterspielen 2010 in Vancouver. 2008 beendete Grimm die Ausbildung zum DSV C-Trainer Biathlon beim Deutschen Skiverband.
In der Saison 2016/2017 war Florian Grimm teilweise Guide der blinden Biathletin Clara Klug und belegte mit ihr beim Weltcup in Vuokatti (Finnland) die dritten Plätze im Biathlon und im Skilanglauf. Bei dem Weltcup in Pyeongchang (Südkorea) der gleichzeitig als Testwettkampf für die XII. Paralympischen Winterspiele 2018 in Pyeongchang stattfand, gewannen Klug und Grimm im Biathlon. Seit der Saison 2019/2020 startet Florian Grimm als Guide zusammen mit der blinden Biathletin Vivian Hösch aus Freiburg. Zusammen gewannen sie in Oberhof die Deutschen Meistertitel im Biathlon und im Skilanglauf. Ihren ersten Weltcup bestritten sie im Dezember 2019 in Lillehammer (Norwegen).
Florian Grimm startet für den SSV Niedersonthofen. Er war selbst aktiver Biathlet und Skilangläufer. Seinen größten Erfolg feierte er mit dem Gewinn der Gesamtwertung des IBU International Cups 2005. Bei der Europameisterschaftspremiere im Sommerbiathlon in Clausthal-Zellerfeld 2004 erreichte Grimm als bester deutscher Junior mit einer Laufleistung von 18:24,9 Minuten sowie null Fehlern im Liegend und 2 Fehlern im Stehendschießen den 4. Platz. Es folgte die  Teilnahme an den Juniorenrennen der Sommerbiathlon-Weltmeisterschaften 2004 in Osrblie, bei denen er 30. des Einzels und 35. der Verfolgung wurde.
Florian Grimm arbeitet als Global Senior Specialist bei 3M. Im Jahr 2015 wurde er als einer von weltweit 30 Mitarbeitern des Multitechnologiekonzerns 3M mit dem „3M gives Volunteer Award“ ausgezeichnet. Das Unternehmen ehrt ihn damit für sein soziales Engagement als Trainer und Begleitläufer im Behindertensport.

## Resultate
Paralympics in Vancouver
- Biathlon: 3 km Verfolgung, sehbehindert: 4. Platz
- Biathlon: 12,5 km, sehbehindert: Gold
- Langlauf: 20 km Freistil, sehbehindert: 4. Platz

Paralympics in Sotschi
- Biathlon: 6 km Sprint, sehbehindert: 7. Platz